# Distrito de Sangerhausen
Sangerhausen es un distrito (Kreis) en el sur de Sajonia-Anhalt, Alemania. Distritos vecinos son (empezando por el norte) Quedlinburg, Mansfelder Land, Merseburg-Querfurt, y los distritos Kyffhäuser y Nordhausen en el estado federal de Turingia.

## Historia
El distrito fue creado el 1 de octubre de 1816, después de que Sajonia-Weissenfels se convirtió en parte de Prusia en 1815. En 1945 el Amt Allstedt fue agregado al distrito. En 1952 algunos municipios fueron segregados del distrito, que disminuyó el área de 773 km² iniciales  a 689 km². En la reforma comunal del distrito de 1994  permanecía sin variación. Sangerhausen fue fusionado el 1 de julio de 2007 con Mansfelder Land creando el nuevo distrito de Mansfeld-Südharz como parte de la reforma administrativa del estado.

## Geografía
La elevación más alta del distrito es el Großer Auerberg cerca de Stolberg con 579 m sobre el nivel del mar, la elevación más baja con 119.8 m está al suroeste de Allstedt cerca de Curtsgehofenmühle.

## Escudo de armas
El triángulo encima a la izquierda en el escudo de armas, simboliza las colinas del mineral usado en la industria de explotación minera del distrito. Dentro del triángulo está una rosa, que simboliza la famosa rosaleda de la ciudad Sangerhausen. Debajo del triángulo están dos ganchos, que se toman del escudo de armas de la ciudad de Sangerhausen.

## Ciudades y municipios
| Ciudades        | Central administrativa |
| --------------- | --- |
| 1. Sangerhausen | 1. Allstedt-Kaltenborn (incl. ciudad Allstedt) 2. Goldene Aue (incl. ciudad Kelbra) 3. Roßla-Südharz (incl. ciudad Stolberg) |

- Datos: Q81415
- Multimedia: Landkreis Sangerhausen / Q81415